# الحلقة 0: عيد الميلاد (فلم)
رينغ أوه: بيرثداي (باليابانية: リング0 バースデイ) ، هي فيلم ياباني من نوع رعب، أنتجت سنة 2000م.

## وصلة خارجية
- مقالات تستعمل روابط فنية بلا صلة مع ويكي بيانات